# Саша Велюр
Александр Хеджес Штайнберг (англ. Alexander Hedges Steinberg; род. 25 июня 1987, Беркли, Калифорния), больше известен как Саша Велюр (англ. Sasha Velour) — американский дрэг-артист. Участник и победитель девятого сезона шоу «Королевские гонки Ру Пола».

## Биография
Родился в Беркли, Калифорния, в семье Марка Штайнберга, известного историка, и Джейн Хеджес. По отцовской линии Саша имеет русско-еврейские корни. Он рос в Коннектикуте до девяти лет, пока семья не переехала в Урбану, штат Иллинойс, где его отец  преподавал историю России в Иллинойсском университете в Урбане-Шампейне. Его мать работала главным редактором журнала «Славянское обозрение».
Штайнберг окончил старую лабораторную школу при университете в 2004 году. После окончания школы проходил практику в Эрмитаже, в Санкт-Петербурге, а также в Берлинской государственной опере в Берлине.
Штейнберг получил степень бакалавра в области современной литературы в Вассар-колледже в 2009 году. В 2010 году он был стипендиатом программы Фулбрайта в Москве и завершил проект, направленный на понимание роли различных форм искусства в современном российском обществе. В 2013 году он получил степень магистра изящных искусств. До начала своей драг-деятельности Штейнберг работал внештатным графическим дизайнером и иллюстратором.

## Карьера
Драг-карьера Штайнберга как Саши Велюр началась в Вермонте, когда он учился в школе. Саша известен своим нестандартным видением, которое полностью воплотилось в образе Саши Велюр. Благодаря этому о нём писали в таких изданиях как Vogue, Cosmopolitan, Vanity Fair и Billboard. Саша также регулярно организовывает различные фотосессии, выставки, где выставляет свои коллажи и рисунки, которые сочетают в себе искусство и драг.

### Комиксы и дизайн
Комиксы и иллюстрации Саши печатались в таких журнала как Nib, InkBRICK, Comics Workbook Magazine, QU33R, Cicada Magazine и других. Штайнберг также создал серию комиксов под названием «Stonewall», в которых рассказывается история беспорядков в Стоунволле с разных точек зрения. Сериал был назван Highlow Comics «умным, красивым и искусным взглядом на значимое и сложное историческое событие».
Персональная выставка иллюстраций Штайнберга «Nightrooms» была проведена в галерее Black Box Gallery в Бруклине в марте 2016 года. До этого работы Саши были частью групповой выставки «Coney Island Babies, Visual Artists from the Brooklyn Drag Scene» в Бюро общих служб для квир-людей, которое открылось на Манхэттене в ноябре 2012 года. В марте 2017 года Штайнберг разработал футболку с длинным рукавом для «Contemporary Drag», лимитированной модной линии для New Art Dealers Alliance в сотрудничестве с Print All Over Me.

### Velour
Саша основал драг-журнал Velour (первоначально названный Vym) вместе с партнером Джонни летом 2014 года. Штайнберг является художественным руководителем журнала. Первый номер («What is Drag?») вышел в июне 2015 года, а второй выпуск («Realness») вышел в октябре 2016 года. Журнал включает интервью, а также различные формы искусства, такие как фотография, поэзия и иллюстрация, которые обращаются к силе, красоте и цели сопротивления.

### «Королевские гонки Ру Пола»
Саша пробовался на восьмой сезон «Королевских гонок Ру Пола», но не был отобран. В марте 2017 года он был объявлен одним из 14 конкурсантов в девятом сезоне шоу. В июне 2017 года Саша Велюр был коронован победителем сезона. Эллисон Шумейкер из The A.V. Club назвала липсинк Саши под песню Уитни Хьюстон «So Emotional» в финале сезона лучшим телевизионным выступлением 2017 года. Он также был показан в шоу «Saturday Night Live» во время обзора от Кейт Маккиннон и Элизабет Уоррен.

### После шоу
После участия в шоу Саша продолжал работать в качестве драг-артиста, а также продвинулся в индустрии моды. Совместно с брендом Opening Ceremony они отобрали ЛГБТ+ моделей для участия на неделе моды в Нью-Йорке в 2018 году. Саша присутствовал на четвёртом ежегодном Diamond Ball, организованном Рианной в сентябре 2018 года.
В конце 2017 года рисунок Марлен Дитрих, созданный Сашей, был использован в качестве Google Doodle на 116-й день рождения актрисы 27 декабря 2017 года. Сам Саша ранее изображал Дитрих на «Гонках» в испытании Снэтч-гейм.

## Личная жизнь
По состоянию на 2020, Стейнберг проживает в Бруклине, Нью-Йорк, с партнером Джоном Джейкобом Ли (также известным как Джонни Велюр) и их домашним псом породы левретка Ваней. Штайнберг является гендерквиром и не имеет каких-либо предпочтительных местоимений (в английском это «they»), когда он не находится в драге. Но его драг-персона, Саша Велюр, упоминается как «она».
У Штайнберга бритая голова. Как Саша, Штайнберг часто выступает лысым в качестве дани уважения их матери, Джейн Хеджес, которая умерла от рака в 2015 году и потеряла волосы во время лечения этой болезни.

## Фильмография

### Телевидение
| Год  | Название                  | Роль                  | Примечание           |
| ---- | ------------------------- | --------------------- | -------------------- |
| 2017 | Королевские гонки Ру Пола | Она сама (конкурсант) | 9 сезон (победитель) |
| 2019 | Брод Сити                 | Она сама              | Камео                |
| 2019 | Жирным шрифтом            | Она сама              | Камео                |

### Веб-сериалы
| Год  | Название                              | Роль     | Примечание        |
| ---- | ------------------------------------- | -------- | ----------------- |
| 2017 | Королевские гонки Ру Пола: Невошедшее | Она сама | 9 сезон           |
| 2020 | The Pit Stop                          | Она сама | 12 сезон, 1 серия |
| 2020 | NightGowns with Sasha Velour          | Она сама |                   |

## Награды и номинации
| Год  | Награда       | Категория    | Номинант | Результат | Прим.  |
| ---- | ------------- | ------------ | -------- | --------- | ------ |
| 2020 | The Queerties | Drag Royalty | Она сама | Номинация | [ 42 ] |